# Spodoptera obstans
Spodoptera obstans là một loài bướm đêm trong họ Noctuidae.